# Nemah
Nemah az Amerikai Egyesült Államok északnyugati részén, Washington állam Pacific megyéjében elhelyezkedő önkormányzat nélküli település.
Nemah postahivatala 1894 és 1923 között működött. A település neve valószínűleg egy mára kihalt indián törzstől ered.

## Fordítás
- Ez a szócikk részben vagy egészben  a   Nemah, Washington című angol Wikipédia-szócikk ezen változatának fordításán alapul.  Az eredeti cikk szerkesztőit annak laptörténete sorolja fel. Ez a jelzés csupán a megfogalmazás eredetét és a szerzői jogokat jelzi, nem szolgál a cikkben szereplő információk forrásmegjelöléseként.